# Lac de la Rivière aux Anglais
Lac de la Rivière aux Anglais är en sjö i Kanada.   Den ligger i regionen Côte-Nord och provinsen Québec, i den östra delen av landet, 700 km nordost om huvudstaden Ottawa. Lac de la Rivière aux Anglais ligger 48 meter över havet. Arean är 0,39 kvadratkilometer. Den ligger vid sjön Lac à la Chasse. Den sträcker sig 1,2 kilometer i nord-sydlig riktning, och 0,7 kilometer i öst-västlig riktning.
I omgivningarna runt Lac de la Rivière aux Anglais växer i huvudsak barrskog. Runt Lac de la Rivière aux Anglais är det ganska tätbefolkat, med 60 invånare per kvadratkilometer.